# Joe Arlauckas
Joseph John Arlauckas, detto Joe (Rochester, 20 luglio 1965), è un ex cestista statunitense, professionista nella NBA, in Italia, Spagna e Grecia.

## Carriera
È stato selezionato dai Sacramento Kings al quarto giro del Draft NBA 1987 (74ª scelta assoluta).

## Palmarès

### Squadra
- Coppa Italia: 1

Caserta: 1988
- Campionato spagnolo: 1

Real Madrid: 1993-94
- Coppa dei Campioni: 1

Real Madrid: 1994-95
- Eurocoppa: 1

Real Madrid: 1996-97

### Individuale
- MVP Coppa del Re: 1

Saski Baskonia: 1993